# Debatik Curri
Debatik Curri (Pristina, 28 december 1983) is een Kosovaars-Albanees voetballer (verdediger). In 2015 verruilde hij FK Tirana voor Flamurtari Vlorë. Daarnaast komt Curri uit voor Albanië en Kosovo. Zijn loopbaan begon bij FK Pristina. In de loop van het seizoen 2004-2005 maakte hij de overstap naar Vorskla Poltava.

## Interlandcarrière
Curri speelde zijn eerste interland voor Albanië op 2 september 2006 tegen Wit-Rusland, toen hij Adrian Aliaj tijdens de rust verving. Hij speelde sindsdien 43 interlands, waarin hij eenmaal tot scoren kwam.
In januari 2014 besloot de FIFA dat de Kosovaarse nationale elftallen en clubs internationale oefenwedstrijden mogen spelen tegen alle landen die zijn aangesloten bij de FIFA. De eerste officiële voetbalinterland van Kosovo vond op 5 maart 2014 plaats. Tegenstander van dienst was Haïti, de wedstrijd eindigde op een scoreloos gelijkspel. Curri debuteerde voor Kosovo op 21 mei 2014 in de wedstrijd tegen Turkije.
| Interlanddoelpunten | Interlanddoelpunten | Interlanddoelpunten | Interlanddoelpunten | Interlanddoelpunten | Interlanddoelpunten | Interlanddoelpunten | Interlanddoelpunten   |
| #                   | Datum               | Locatie             | Wedstrijd           | Goal(s)             | Score               | Uitslag             | Wedstrijd             |
| ------------------- | ------------------- | ------------------- | ------------------- | ------------------- | ------------------- | ------------------- | --------------------- |
| 1                   | 11/10/2006          | Amsterdam           | Nederland – Albanië | 67'                 | 2 – 1               | 2 – 1               | Kwalificaties EK 2008 |

### Internationale wedstrijden
| №                                     | Datum         | Wedstrijd        | Uitslag       | Competitie        | Goals         |
| Namens Kosovo                         | Namens Kosovo | Namens Kosovo    | Namens Kosovo | Namens Kosovo     | Namens Kosovo |
| ------------------------------------- | ------------- | ---------------- | ------------- | ----------------- | ------------- |
| 1.                                    | 21 mei 2014   | Kosovo – Turkije | 1 – 6         | Vriendschappelijk | 0             |
| Totaal                                | Totaal        | Totaal           | Totaal        | Totaal            | 0             |
| Laatst bijgewerkt op 1 november 2014. |               |                  |               |                   |               |